# Джоан Гартіґан
Джоан Гартіґан (англ. Joan Hartigan; 6 червня 1912 — 31 серпня 2000) — колишня австралійська тенісистка.
Найвищу одиночну позицію світового рейтингу — 8 місце (за А. Воллісом Маєрсом) досягла 1934 року.
Перемагала на турнірах Великого шолома в одиночному та змішаному парному розрядах.

## Фінали турнірів Великого шолома

### Одиночний розряд (3 перемоги)
| Результат | Рік  | Турнір              | Покриття | Суперниця          | Рахунок  |
| --------- | ---- | ------------------- | -------- | ------------------ | -------- |
| Перемога  | 1933 | Чемпіонат Австралії | Трава    | Корал Баттсворт    | 6–4, 6–3 |
| Перемога  | 1934 | Чемпіонат Австралії | Трава    | Маргарет Моулсворт | 6–1, 6–4 |
| Перемога  | 1936 | Чемпіонат Австралії | Трава    | Ненсі Вінн-Болтон  | 6–4, 6–4 |

## Часова шкала турнірів Великого шлему в одиночному розряді

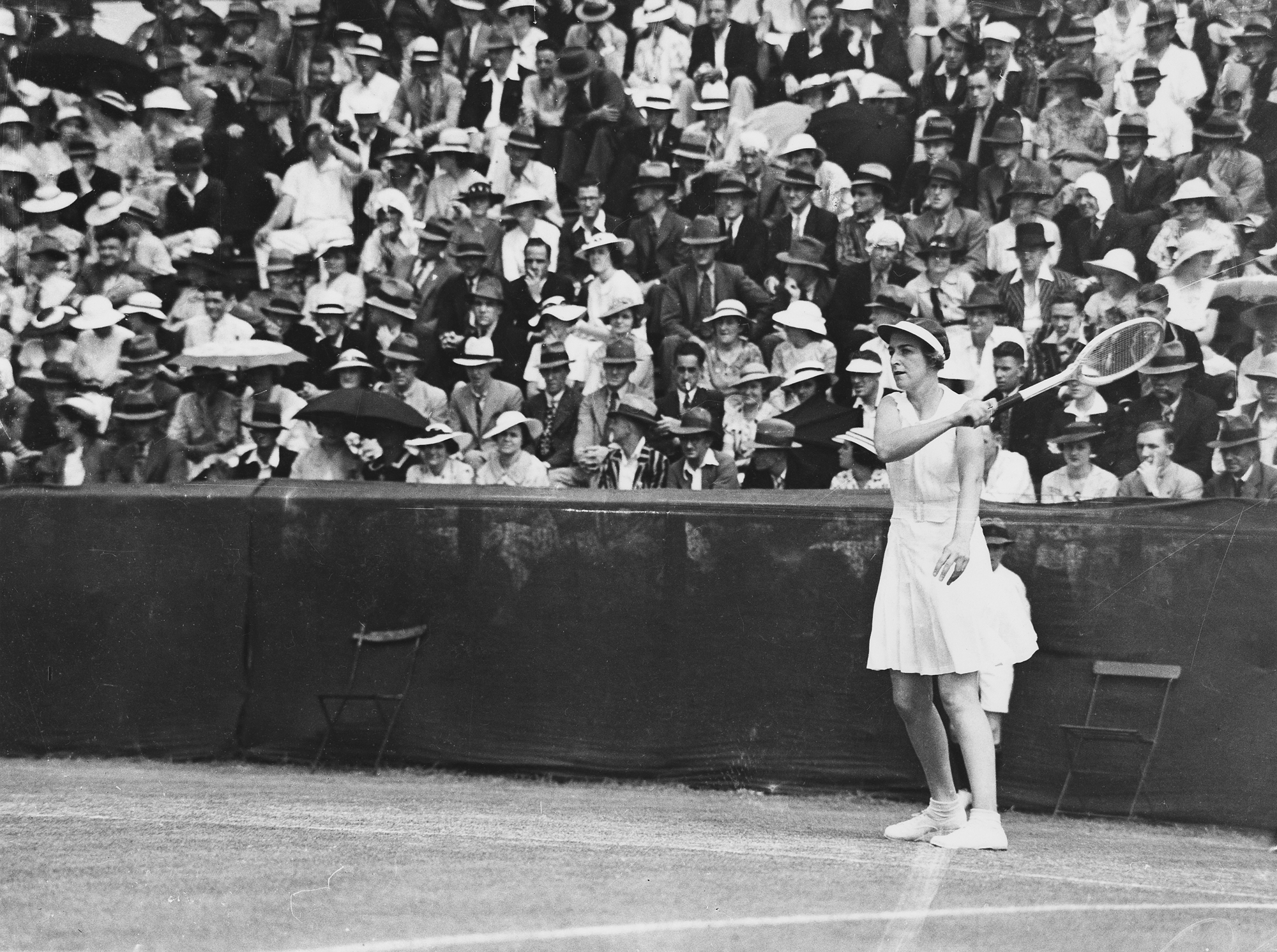
Джоан Гартіґан змагається на тенісному турнірі на стадіоні Мілтон у Брисбені (Австралія), 1936 рік

| W | Ф | ПФ | ЧФ | #Р | КТ | К# | DNQ | A | NH |

| Турнір               | 1931  | 1932  | 1933  | 1934  | 1935  | 1936  | 1937  | 1938  | 1939  | 1940  | 1941 – 1944 | 1945  | 19461 | 19471 | 1948  | 1949  | Career SR |
| -------------------- | ----- | ----- | ----- | ----- | ----- | ----- | ----- | ----- | ----- | ----- | ----------- | ----- | ----- | ----- | ----- | ----- | --------- |
| Чемпіонат Австралії  | ЧФ    |       | П     | П     |       | П     | ЧФ    | ЧФ    | ПФ    | ПФ    | NH          | NH    | ЧФ    | 2р    |       |       | 3 / 10    |
| Чемпіонат Франції    |       |       |       | 3р    |       |       |       |       |       | NH    | R           |       |       |       |       |       | 0 / 1     |
| Вімблдонський турнір |       |       |       | ПФ    | ПФ    |       |       | 2р    |       | NH    | NH          | NH    |       | 3р    |       | 1р    | 0 / 5     |
| Чемпіонат США        |       |       |       |       |       |       |       |       |       |       |             |       |       |       |       |       | 0 / 0     |
| SR                   | 0 / 1 | 0 / 0 | 1 / 1 | 1 / 3 | 0 / 1 | 1 / 1 | 0 / 1 | 0 / 2 | 0 / 1 | 0 / 1 | 0 / 0       | 0 / 0 | 0 / 1 | 0 / 2 | 0 / 0 | 0 / 1 | 3 / 16    |

1У 1946 і 1947 роках чемпіонати Франції відбувалися після Вімблдону.